# Павловская волость (Уфимская губерния)
Павловская во́лость — волость в Бирском уезде Уфимской губернии. Волостной центр — деревня Емаш.
Ныне территория волости в составе Чернушинского района Пермского края и Татышлинского района Республики Башкортостан Российской Федерации.

## География
В пределах волости протекает сплавная р. Танып, имеются горы, болота, озера.

## Флора и фауна
В волости отмечены частновладельческие леса.

## Состав
В волости на 1906 год 37 селений и 11 хуторов, усадеб и мельниц частных владельцев.
- Александровские Ключи
- Баяс
- Бигинеева
- Большой Есаул
- Ведерникова (Шароглазова)[2]
- Вениха[3]
- Верх-Баясинский (Крещенский)
- Верхне Балтачева
- Верхняя Атняшка
- Верховский (пос.)
- Володинский (пос.)
- Дмитриевский (пос.)
- Емаш — волостной центр
- Есаул Покровский (пос.)
- Калмиярова
- Коринский (пос.)
- Кузнецова
- Кызыльярова
- Лысая Гора
- Малый Есаул
- Михайловское
- Мокрушинский (пос.)
- Нижне-Балтачева
- Нижняя Атняшка
- Ново-Асафова
- Ново-Калмияровский (пос.)
- Ореховая Гора
- Павловский (пос.)
- Петро-Павловский (пос.)
- Средняя Атняшка
- Старый Трун
- Троицкий (пос.)
- Улык-Гора
- Устинова
- Этыш (Лаптева)
- Юг (деревня)
- Юдинский (пос.)

## Население
На 1905 год жителей обоего пола 12898 душ.

## Инфраструктура
По справочнику 1906 года преобладающий род занятий населения, состоящего из крестьян, бывших помещичьих, государственных, собственников и припущенников, — земледелие, а побочный — кустарный промысел (выработка кулей и рогож) и отчасти охотничий промысел в осеннее и зимнее время.